# Kenneth Pinyan
Kenneth Pinyan (Stati Uniti d'America, 22 giugno 1960 – Enumclaw, 2 luglio 2005) è stato un ingegnere statunitense, impiegato alla Boeing.
Kenneth è famoso per il modo in cui è deceduto, il 2 luglio 2005, in seguito a un rapporto sessuale con uno stallone in una fattoria della contea di King, nello stato di Washington, nei pressi della cittadina di Enumclaw. La sua storia, pubblicata sul Seattle Times, fu una delle più lette del 2005.
Negli Stati Uniti d'America questa storia è conosciuta come Enumclaw horse sex case e ha contribuito alla creazione di una legge per la repressione della zoofilia e dei video a sfondo zoofilo.

## Avvenimenti
Kenneth Pinyan aveva già precedentemente filmato rapporti sessuali avuti con cavalli e li aveva pubblicati in rete con lo pseudonimo di "Mr. Hands". In seguito a un rapporto di sodomia zoofila, filmato da un amico, ha subìto la perforazione del colon morendo a causa delle ferite riportate.

## Ripercussioni
Questa morte ha fatto sì che lo stato di Washington adottasse una legge atta alla repressione della zoofilia, vietando pertanto i rapporti con gli animali e la registrazione degli stessi. Questa legge definisce la zoofilia come crimine di "classe C", punibile con cinque anni di reclusione.

## Documentario
Nel 2007 viene girato un film documentario riguardante gli abitanti che vivono nei pressi della fattoria di Enumclaw, poi presentato al Sundance Film Festival con il titolo di Zoo.